# Agelasida
Agelasida Hartman, 1980 è un ordine di spugne della classe Demospongiae.

## Tassonomia
Comprende le seguenti famiglie:
- Agelasidae Verrill, 1907
- Astroscleridae Lister, 1900
- Hymerhabdiidae Morrow, Picton, Erpenbeck, Boury-Esnault, Maggs & Allcock, 2012